# Baco (Miguel Ángel)
Baco (Bacco) es una escultura en mármol realizada entre 1496 y 1497 por Miguel Ángel, la obra de una altura de 203 cm se encuentra en el Museo Nazionale del Bargello en Florencia.
La obra fue realizada por Miguel Ángel en su primer viaje el año 1496 a Roma, el encuentro en esta ciudad con la escultura antigua debió de inspirarle para la ejecución del Baco que muestra una clara tendencia, a una interpretación de las obras, que en aquel momento, se estaban descubriendo por medio de las excavaciones en Roma.
En este sentido la describe Ascanio Condivi:

...esta obra en forma y manera, en cada una de sus partes, corresponde a la descripción de los escritores antiguos, su aspecto festivo: los ojos, de mirada furtiva y llenos de lascivia, como los de aquellos dados excesivamente a los placeres del vino. Sostiene una copa en su mano derecha, como el que está a punto de beber y la mira amorosamente, sintiendo el placer del licor del que fue inventor; por este motivo se le representa coronado con una guirnalda de hojas de vid...En su mano izquierda sostiene un racimo de uvas, del cual un pequeño sátiro alegre y vivo que está a sus pies, furtivamente disfruta.

Esta obra es claramente la primera gran obra maestra de Miguel Ángel, donde se muestra la característica constante de la sexualidad en su escultura, que simboliza el espíritu del hedonismo clásico que Savonarola y sus seguidores estaban dispuestos a suprimir de Florencia.
Muestra también esta escultura la característica constante en la obra del artista, de evocar la sexualidad, de forma andrógina, como la misma naturaleza del dios en la antigüedad que era ambigua y misteriosa. Muestra el sátiro como referencia a Sileno, sátiro que había sido maestro de Bacus. La piel desollada y llena de uvas simboliza la vida sobre la muerte.
La escultura fue un encargo del cardenal Riario, que rechazada por este, fue comprada y se conservó en los jardines del banquero Jacopo Galli, donde fue dibujada por Maarten van Heemskerck hacia 1532. En el dibujo se apreciaba la falta de su mano derecha, posteriormente restaurada. Más tarde fue adquirida por Francisco I de Médici en 1572 hasta su paso al Palacio Bargello en 1873.